# Ius edicendi
Das ius edicendi war die Befugnis römischer Konsuln, Prätoren, Ädilen und Provinzstatthalter während ihrer einjährigen Amtszeit, allgemeinverbindliche Anordnungen zu erlassen. Im allgemeinen Sinne des Wortes erließen sie Verlautbarungen. Neben kurzfristigen Bekanntmachungen und Aufforderungen enthielten sie auch grundsätzliche Erlasse, welche ihre Geltung über die gesamte Amtszeit behielten. Derartige Daueredikte (edicta perpetua) regelten vornehmlich gerichtliche Verfahrensabläufe, die während der Amtsperiode zur Anwendung gebracht werden sollten, mit Gesetzescharakter.
Mit Ablauf der Amtszeit verloren die Edikte faktisch ihre Gültigkeit. Regelmäßig übernahmen die Nachfolger die Regeln ihrer Vorgänger, um sie bei Bedarf zu modifizieren und zu ergänzen und erließen neue Bestimmungen. Durch diese Praxis entstand im Laufe der Zeit eine umfangreiche Ansammlung von Rechtsbestimmungen (edictum tralaticium), die kontinuierlich erneuert und an die bestehenden Gegebenheiten angepasst wurden.
Wie der amtlich außerordentliche Diktator, konnten außerhalb des cursus honorum auch die Volkstribune das ius edicendi ausüben. Letzteren war es aufgrund ihrer tribunizischen Gewalt eingeräumt, umfasste damit sogar rechtssetzende Einflussnahme („tribunizische Edikte)“. Verhandlungsgegenstände waren Verbote von Amtstätigkeiten (bei Plutarch), Währungsverschlechterungen (bei Cicero und Plinius).
Zur Zeit des Prinzipats nahm das ius edicendi auch der Kaiser in Anspruch. Der Unterschied zu den magistratischen Edikten bestand darin, dass die kaiserlichen Dekrete ihre Gültigkeit über deren Regierungszeit hinaus grundsätzlich nicht verloren und allein unter kaiserlichem Vorbehalt standen.